# Chersonesia rahria
Chersonesia rahria är en fjärilsart som beskrevs av John Obadiah Westwood 1857. Chersonesia rahria ingår i släktet Chersonesia och familjen praktfjärilar. Inga underarter finns listade i Catalogue of Life.